# موريس تسعة رجال
لعبة موريس تسعة رجال هي لعبة لوحية استراتيجية للاعبين اثنين، يعود تاريخها على الأقل إلى الإمبراطورية الرومانية. تُعرف اللعبة أيضًا باسم الطاحونة، أو ميريلز. في أمريكا الشمالية، تُسمى اللعبة أيضًا "داما رعاة البقر"، وتُطبع أحيانًا على ظهر رقعة الشطرنج. وهي لعبة محلولة، أي لعبة حُسبت استراتيجيتها المثلى. وقد ثَبُت أنه في حال لعب كلا اللاعبين بشكل مثالي، تنتهي اللعبة بالتعادل.
هناك ثلاثة بدائل رئيسية للعبة وهي ثلاثة رجال، وستة رجال، واثني عشر رجلاً.

## قواعد
تتكون اللوحة من شبكة بها أربعة وعشرون تقاطعًا، أو نقطة. لكل لاعب تسع قطع، أو رجال، عادةً ما تكون ملونة بالأبيض والأسود. يحاول اللاعبون تشكيل "طواحين" - ثلاثة من رجالهم مصطفين أفقيًا أو رأسيًا - مما يسمح للاعب بإخراج رجل خصمه من اللعبة. يفوز اللاعب بتقليص عدد رجال خصمه إلى رجلين (وعندها لا يعود بإمكانه تشكيل الطواحين وبالتالي لا يمكنه الفوز) أو بتركه دون نقلة قانونية.
تتم اللعبة في ثلاث مراحل:
1. وضع الرجال في النقاط الشاغرة
2. نقل الرجال إلى النقاط المجاورة
3. (مرحلة اختيارية) نقل الرجال إلى أي نقطة شاغرة عندما يصبح عدد اللاعبين ثلاثة

### المرحلة 1: وضع القطع

تبدأ اللعبة على لوحة فارغة.

تبدأ اللعبة بلوحة فارغة. يحدد اللاعبون من يلعب أولاً، ثم يتناوبون الأدوار. في المرحلة الأولى، يكون دور اللاعب هو وضع رجل من يده على نقطة فارغة. إذا تمكن اللاعب من وضع ثلاث قطع على نقاط متجاورة في خط مستقيم، رأسياً أو أفقياً، يكون قد شكّل طاحونة، مما يسمح له بإزالة إحدى قطع خصمه من اللوحة. مع ذلك، لا يمكن إزالة أي قطعة من طاحونة الخصم إلا إذا لم تتوفر أي قطع أخرى. بعد وضع جميع الرجال، تبدأ المرحلة الثانية.

### المرحلة الثانية: تحريك القطع
يستمر اللاعبون في تبادل الحركات، وهذه المرة ينقلون رجلاً إلى نقطة مجاورة في كل دور. لا يجوز لأي قطعة "القفز" فوق قطعة أخرى. يواصل اللاعبون محاولة تشكيل طواحين وإزالة قطع الخصم كما في المرحلة الأولى. إذا حُجبت جميع قطع اللاعب (حيث لا يمكنها التحرك إلى مساحة فارغة مجاورة)، يخسر اللاعب. يمكن للاعب "كسر" الطاحونة بتحريك قطعة من طاحونة موجودة، ثم إعادتها لتشكيل الطاحونة نفسها مرة ثانية (أو أي عدد من المرات)، في كل مرة يزيل فيها أحد رجال الخصم. يُطلق على عملية إزالة رجل الخصم أحيانًا "ضرب" الخصم. عندما ينخفض عدد لاعبي أحد اللاعبين إلى ثلاثة رجال، تبدأ المرحلة الثالثة.

### المرحلة الثالثة: "الطيران"
عند تقليص عدد قطع اللاعب إلى ثلاث قطع، لم يعد هناك حد على هذا اللاعب بالتحرك إلى النقاط المجاورة فقط: يمكن لرجال اللاعب "الطيران" (أو "القفز") من أي نقطة إلى أي نقطة شاغرة.
تقول بعض مصادر القواعد أن هذه هي الطريقة التي تُلعب بها اللعبة،   ويعاملها البعض على أنها نوع من التغيير،     والبعض الآخر لا يذكرها على الإطلاق.  يصف أحد أدلة الألعاب في القرن التاسع عشر هذا بأنه "الأسلوب الريفي الحقيقي للعب".  تم تقديم الطيران للتعويض عندما يكون الجانب الأضعف على بعد رجل واحد من خسارة اللعبة.

## الاستراتيجية
في بداية اللعبة، من المهم وضع القطع في أماكن متعددة بدلاً من محاولة تشكيل المطاحن على الفور وارتكاب خطأ تركيز القطع في منطقة واحدة من اللوحة.  يسمح الوضع المثالي، الذي يؤدي عادةً إلى الفوز، للاعب بنقل قطعة واحدة ذهابًا وإيابًا بين مطحنتين، وإزالة قطعة في كل دور.

## المتغيرات

### موريس ثلاثة رجال
تُلعب لعبة موريس ثلاثية الرجال، والتي تُسمى أيضًا لعبة التسع حفر، على نقاط شبكة مكونة من مربعين 2×2، أو في مربعات شبكة مكونة من مربعين 3×3، كما هو الحال في لعبة إكس أو. اللعبة مخصصة للاعبين اثنين، كل لاعب لديه ثلاثة رجال. يضع اللاعبون رجلاً واحدًا على اللوحة في كل من لعباتهم الثلاث الأولى، ويفوزون إذا تشكلت طاحونة (كما في لعبة إكس أو). بعد ذلك، يحرك كل لاعب أحد لاعبيه، وفقًا لإحدى قواعد اللعبة التالية:
1. إلى أي موضع فارغ
2. إلى أي موضع فارغ مجاور

يفوز اللاعب بتكوين طاحونة. 
يُطلق هارولد موراي على الإصدار رقم 1 اسم "تسعة حفر"، والإصدار رقم 2 اسم "موريس الرجال الثلاثة" أو "الميريل الأصغر".

### موريس ستة رجال
لعبة موريس ستة رجال تُعطي كل لاعب ست قطع، وتُلعب بدون المربع الخارجي للوحة التسعة رجال. الطيران ممنوع. كانت اللعبة شائعة في إيطاليا وفرنسا وإنجلترا خلال العصور الوسطى، لكنها اندثرت بحلول عام 1600.
تُستخدم هذه اللوحة أيضًا للاعبي موريس خمسة رجال (وتُسمى أيضًا ميريل الأصغر). تستخدم لعبة موريس سبعة رجال هذه اللوحة مع صليب في المنتصف.

### موريس اثني عشر رجلاً
تُضيف لعبة موريس للرجال الاثني عشر أربعة خطوط قطرية إلى اللوحة، وتُعطي كل لاعب اثني عشر قطعة. هذا يعني أنه يُمكن ملء اللوحة في مرحلة تحديد المواقع؛ وفي حال حدوث ذلك، تُصبح اللعبة تعادلاً. تحظى هذه النسخة من اللعبة بشعبية كبيرة بين شباب الريف في جنوب أفريقيا، حيث تُعرف باسم مورابارابا، وهي الآن رياضة مُعترف بها في ذلك البلد. يُطلق موراي على اللعبة أيضًا اسم "الميريل الأكبر".
تُستخدم هذه اللوحة أيضًا في لعبة موريس الأحد عشر رجلاً.

### لاسكر موريس
ابتكر إيمانويل لاسكر، بطل العالم في الشطرنج بين عامي 1894 و1921، هذا النوع من الشطرنج (ويُسمى أيضًا "موريس العشرة رجال")، وهو مبني على قواعد "موريس التسعة رجال"، مع اختلافين: يحصل كل لاعب على عشر قطع؛ ويمكن تحريك القطع في المرحلة الأولى. هذا يعني أن كل لاعب يمكنه اختيار وضع قطعة جديدة أو تحريك إحدى قطع اللاعب الموجودة على اللوحة. هذا النوع أكثر تعقيدًا من "موريس التسعة رجال"، واحتمالية التعادل فيه أقل.

## تاريخ

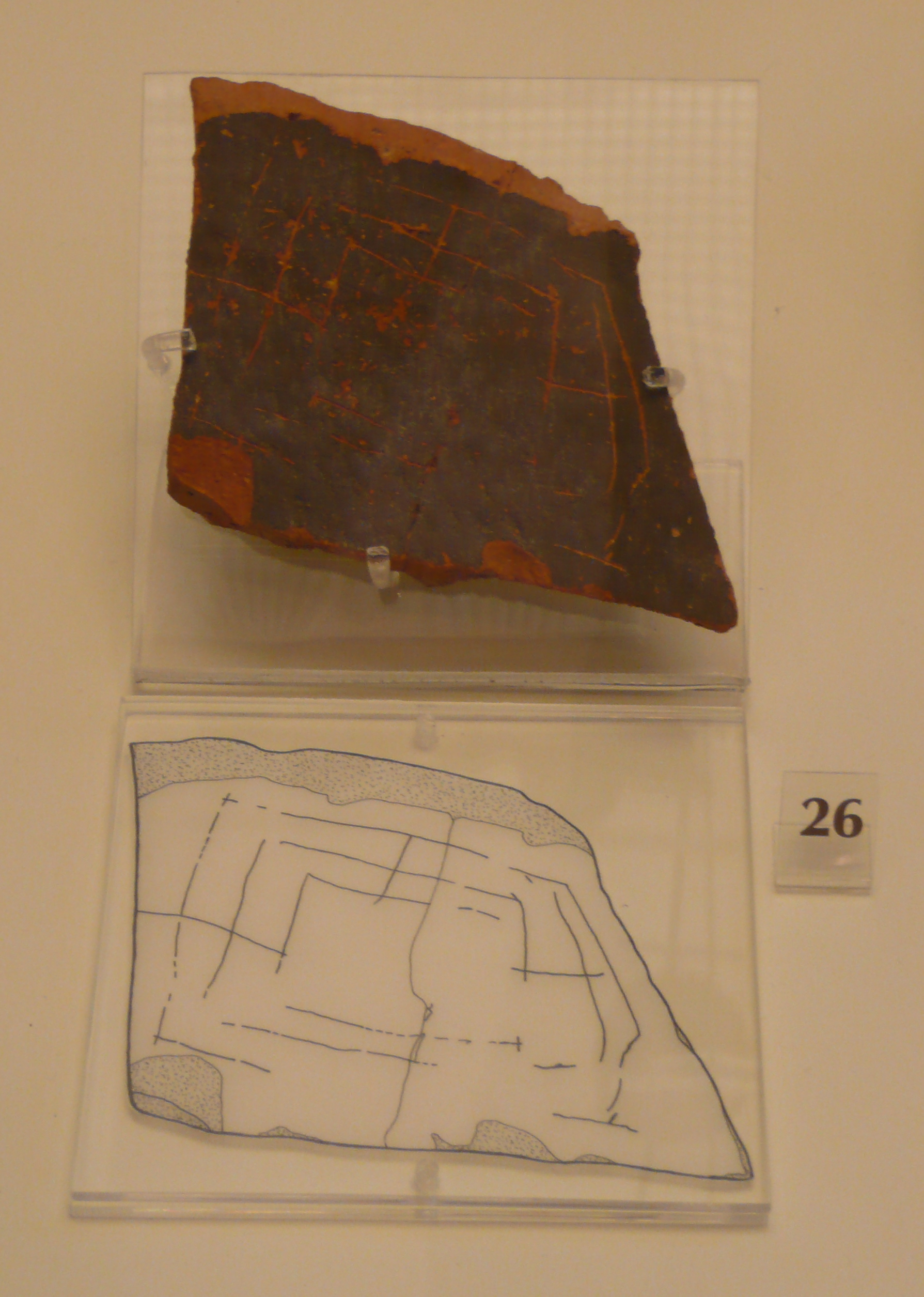
قطعة من بلاط طيني من المتحف الأثري في ميسينيا تُظهر ما يبدو أنه لوح موريس للرجال التسعة

وفقًا لر. سي. بيل، فإن أقدم لوحة معروفة للعبة تتضمن خطوطًا قطرية وقد "تم قطعها في ألواح تسقيف معبد القرنة في مصر"؛ وقد قدر تاريخها بحوالي 1400 قبل الميلاد. كتب فريدريش بيرغر أن بعض المخططات في القرنة تتضمن صلبانًا قبطية، ومع ذلك، مما يجعل من "المشكوك فيه" أن يعود تاريخ المخططات إلى عام 1400 قبل الميلاد. وخلص بيرغر إلى أنه: "بالتأكيد لا يمكن تأريخها". ومع ذلك، فإن هذه الصلبان القبطية نفسها لا يرجع تاريخها بالتأكيد إلى ما قبل 42 ميلاديًا وفقًا للتقاليد القبطية الأرثوذكسية، وهو ما يقرب من نهاية التطور المعماري المعروف للمعبد. من ناحية أخرى، يمكن بالتأكيد تأريخ أقدم لوحة معروفة للعبة قبل العصر الميلادي.

ربما يكون أحد أقدم الإشارات إلى اللعبة في كتاب أوفيد "فنون الألعاب".   في الكتاب الثالث (حوالي 8 م)، بعد مناقشة لعبة لاترونيس، وهي لعبة لوحية شهيرة، كتب أوفيد:
هناك لعبة أخرى مقسمة إلى أجزاء بقدر عدد أشهر السنة. تحتوي الطاولة على ثلاث قطع على كل جانب، ويجب على الفائز وضع جميع القطع في خط مستقيم. من السيئ أن لا تعرف المرأة اللعب، لأن الحب غالباً ما يأتي أثناء اللعب.
يعتقد بيرغر أن اللعبة كانت "على الأرجح معروفة جيدًا لدى الرومان"، نظرًا لوجود العديد من اللوحات على المباني الرومانية، مع أن تحديد تاريخها مستحيل نظرًا لسهولة الوصول إليها منذ بنائها. من المحتمل أن الرومان تعرفوا على اللعبة عبر طرق التجارة، لكن لا يمكن إثبات ذلك.

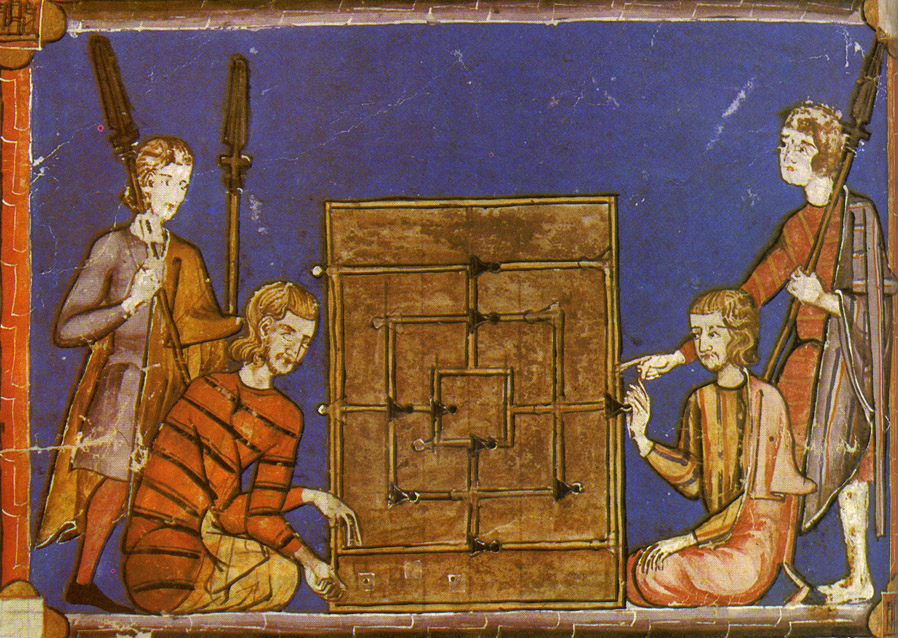
رسم توضيحي من القرن الثالث عشر في كتاب الألعاب للعبة التي تُلعب بالنرد

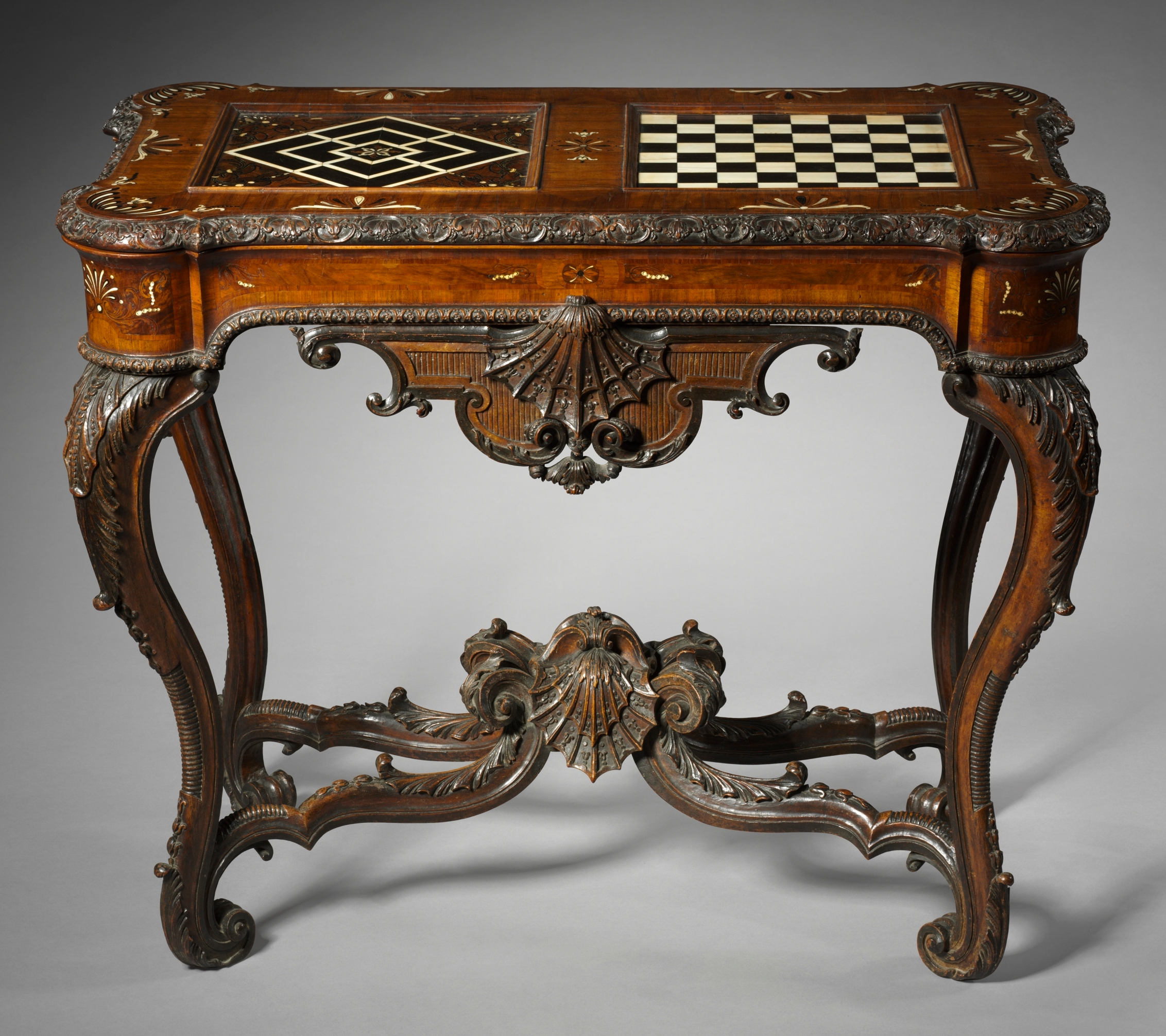
طاولة ألعاب مبكرة (ألمانيا، 1735) تتميز بشطرنج / ضامة (يمين) وموريس تسعة رجال (يسار)، متحف كليفلاند للفنون

ربما لعب النحاتون هذه اللعبة أثناء بناء المعابد الضخمة. تُرى نقوش في أماكن عديدة منحوتة على الحجر. بلغت اللعبة ذروتها في إنجلترا في العصور الوسطى. عُثر على لبنة في موقع يعود للعصور الوسطى بالقرب من ويسبيتش، وكان صانعو الطوب يستخدمونها كلوح قبل حرقها. عُثر على ألواح منحوتة في مقاعد الأديرة في الكاتدرائيات الإنجليزية في كانتربري وجلوستر ونورويتش وسالزبوري ودير وستمنستر. استخدمت هذه الألواح ثقوبًا، وليس خطوطًا، لتمثيل المساحات التسعة على اللوحة - ومن هنا جاء اسم "الثقوب التسعة" - ولم يكن تشكيل صف قطري هو الفوز باللعبة. حُفرت لوحة أخرى في قاعدة عمود في كاتدرائية تشيستر في تشيستر.  كانت الألواح الخارجية العملاقة تُقطع أحيانًا في حدائق القرية. في عمل شكسبير في القرن السادس عشر حلم ليلة منتصف الصيف، تشير تيتانيا إلى مثل هذه اللوحة: "موريس التسعة رجال مملوء بالطين".
يقول بعض المؤلفين أن أصل اللعبة غير مؤكد.  ويُعتقد أن اسمها قد يكون مرتبطًا برقصة موريس، وبالتالي برقصة الموريين، ولكن وفقًا لدانيال كينج، "لا علاقة لكلمة موريس بالرقصة الإنجليزية القديمة التي تحمل الاسم نفسه. إنها مشتقة من الكلمة اللاتينية ميريلوس، والتي تعني قطعة مضادة أو لعبة"  ويشير كينج أيضًا إلى أن اللعبة كانت شائعة بين الجنود الرومان.
في بعض الدول الأوروبية، تم إعطاء تصميم اللوحة أهمية خاصة كرمز للحماية من الشر. 

## العاب ذات صلة
- تُلعب لعبة آتشي، وهي من غانا، على رقعة موريس ثلاثية الرجال ذات أقطار. يمتلك كل لاعب أربع قطع، لا يمكن تحريكها إلا إلى المساحات المجاورة.[22]
- كينسينجتون هي لعبة مشابهة حيث يتناوب لاعبان على وضع القطع ومحاولة ترتيبها بطرق معينة.
- شطرنج لوك سْت كي (شطرنج ستة رجال) في كانتون، الصين، ويُلعب أيضًا باسم تاباتان في الفلبين، ويُعادل لعبة موريس لثلاثة رجال تُلعب على رقعة ذات أقطار. [23]
- مورابارابا، تُعادل تقريبًا موريس من اثني عشر رجلاً. ومع ذلك، بدلاً من الرجال، يُطلق على العدادات اسم "الأبقار". تُلعب هذه اللعبة تنافسيًا دوليًا في مسابقات يُديرها الاتحاد الدولي لألعاب الحرب.
- تُلعب شاكس على رقعة موريس ثلاثية الرجال، ولكن بقواعد مختلفة بعض الشيء، وباثنتي عشرة قطعة لكل لاعب بدلًا من تسعة.
- تُلعب فانجتشي على شبكة مربعة سبعة في سبعة. يحرك اللاعبون القطع نقطةً تلو الأخرى على طول الشبكة، محاولين تشكيل مربعات رباعية الأبعاد، ثم يسحبون إحدى قطع الخصم بعد تشكيل المربع. تُلعب هذه اللعبة في شينجيانغ وأجزاء أخرى من شمال غرب الصين.
- تستخدم لعبة "إكس-أو" لوحةً ثلاثية، يضع اللاعبون عليها القطع (أو يضعون علامات) بالتناوب حتى يفوز أحد اللاعبين بتشكيل خط متعامد أو قطري، أو حتى تمتلئ اللوحة وتُصبح اللعبة متعادلة.

## روابط خارجية
- "أي كوكب هذا؟" بقلم شون ب. بالمر